# Diazoxid
Diazoxid  ist ein Benzothiadiazin-Derivat, welches keine  diuretische Wirkung hat.  Es ist lipophil und liegt bei physiologischem pH-Wert nur zu  etwa 10 % als Anion vor. Es ist ein oral wirksamer selektiver Kaliumkanalöffner, der als Therapeutikum bei Hypoglykämie eingesetzt wird. Er bewirkt durch Hemmung der Insulinausschüttung der Langerhans-Inseln einen raschen und befristeten dosisabhängigen Anstieg des Blutzuckerspiegels, im Allgemeinen über eine Dauer von weniger als acht Stunden.

## Wirkweise
Diazoxid ist ein Sulfonylharnstoffrezeptor 1 (SUR1) Agonist. SUR1 und Kir6.2 bilden zum Beispiel im Pankreas den funktionellen ATP-abhängigen Kaliumkanal K(ATP). Durch Aktivierung dieses Kanals kommt es zu einem Kaliumausstrom, der sich stabilisierend auf das Membranpotential auswirkt. Im Pankreas wird dadurch die Insulinausschüttung unterbunden bzw. vermindert. Diazoxid bindet an SUR1, welche als regulatorische Untereinheit fungiert und verändert wahrscheinlich die räumliche Struktur des Rezeptors so, dass die Kanalpore, bestehend aus Kir6.2 Untereinheiten, länger geöffnet ist. Wenn mehr Kalium die Zelle verlässt, negativiert sich das Ruhemembranpotential und die Wahrscheinlichkeit der Insulinausschüttung sinkt. 

## Indikationen
Der Arzneistoff Diazoxid  wird bei Hypoglykämien verschiedener Genese oral verabreicht, so bei angeborener Leucin-Hypersensibilität, bei einigen angeborenen Defekten des KATP-Kanals, bei Nesidioblastose, bei pankreatischen und extrapankreatischen insulinproduzierenden Tumoren, bei therapierefraktärer maligner Hypertonie bei Niereninsuffizienz, sowie bei der Glykogenspeicherkrankheit.

## Kontraindikationen und unerwünschte Wirkungen
Eine Behandlung mit Diazoxid  ist kontraindiziert bei einer Überempfindlichkeit auf den Wirkstoff, bei einer Allergie auf  Benzothiadiazine, bei koronarer Herzkrankheit und Herzinsuffizienz,  Diabetes mellitus, Phäochromozytom, Azofarbstoff- und Analgetika-Intoleranz. Es liegen keine Daten zur Anwendung bei Schwangeren vor. In tierexperimentellen Studien fand sich eine Embryotoxizität. Während der Schwangerschaft darf  der Arzneistoff nicht angewendet werden, es sei denn, dies ist unbedingt erforderlich. Da nicht bekannt ist, ob Diazoxid in die Muttermilch übertritt, und da für den Säugling das Risiko für potentiell schwere Nebenwirkungen besteht, sollten Frauen, die während der Stillzeit  behandelt werden müssen, abstillen.
Die wichtigsten unerwünschten Wirkungen von Diazoxid sind Na+- und Wasserretention, Hyperurikämie, Hypertrichose (vor allem bei Kindern), Leukopenie und Thrombopenie, Kopfschmerzen, Schwindelanfälle. Bei Langzeitbehandlung können extrapyramidale Symptome auftreten. Auf den Blutdruck hat oral appliziertes Diazoxid nur eine geringe Wirkung.

## Handelspräparate
Monopräparate
Proglicem (D, CH), Eudemine (GB), Proglycem (USA)